# Ligue des champions féminine de volley-ball 2003-2004
Navigation
Ligue des champions 2002-2003 Ligue des champions 2004-2005
La Ligue des champions est la plus importante compétition de club de volley-ball féminin, de la saison 2003-2004, en Europe.

## Phase de poules

### Poule A
| # | Équipe                | Pts | J | G | P | Sp | Sc | Ratio | Pp  | Pc  | Ratio |
| - | --------------------- | --- | - | - | - | -- | -- | ----- | --- | --- | ----- |
| 1 | Asystel Volley Novare | 8   | 4 | 4 | 0 | 12 | 0  | MAX   | 300 | 220 | 1.364 |
| 2 | Crvena Zvezda Beograd | 6   | 4 | 2 | 2 | 6  | 9  | 0.667 | 292 | 342 | 0.854 |
| 3 | Zeiler Köniz          | 4   | 4 | 0 | 4 | 3  | 12 | 0.25  | 311 | 341 | 0.912 |

| Date     | Match                                         | Résultat | Sets  | Sets  | Sets  | Sets  | Sets  | Total Points |
| Date     | Match                                         | Résultat | 1     | 2     | 3     | 4     | 5     | Total Points |
| -------- | --------------------------------------------- | -------- | ----- | ----- | ----- | ----- | ----- | ------------ |
| 21.01.04 | Zeiler Köniz - Crvena Zvezda Beograd          | 2 - 3    | 25-20 | 25-14 | 23-25 | 23-25 | 13-15 | 109-99       |
| 22.01.04 | Zeiler Köniz - Asystel Volley Novare          | 0 - 3    | 23-25 | 20-25 | 23-25 | -     | -     | 66-75        |
| 27.01.04 | Crvena Zvezda Beograd - Asystel Volley Novare | 0 - 3    | 16-25 | 14-25 | 18-25 | -     | -     | 48-75        |
| 28.01.04 | Crvena Zvezda Beograd - Zeiler Köniz          | 3 - 1    | 25-23 | 17-25 | 25-16 | 25-19 | -     | 92-83        |
| 03.02.04 | Asystel Volley Novara - Zeiler Köniz          | 3 - 0    | 25-19 | 25-18 | 25-16 | -     | -     | 75-53        |
| 04.02.04 | Asystel Volley Novara - Crvena Zvezda Beograd | 3 - 0    | 25-9  | 25-23 | 25-21 | -     | -     | 75-53        |

### Poule B
| # | Équipe                  | Pts | J | G | P | Sp | Sc | Ratio | Pp  | Pc  | Ratio |
| - | ----------------------- | --- | - | - | - | -- | -- | ----- | --- | --- | ----- |
| 1 | Azerrail Bakou          | 8   | 4 | 4 | 0 | 12 | 0  | MAX   | 312 | 237 | 1.316 |
| 2 | Hotel Cantur Las Palmas | 6   | 4 | 2 | 2 | 6  | 7  | 0.857 | 305 | 289 | 1.055 |
| 3 | Nova KBM Branik Maribor | 4   | 4 | 0 | 4 | 1  | 12 | 0.083 | 230 | 321 | 0.717 |

| Date     | Match                                             | Résultat | Sets  | Sets  | Sets  | Sets  | Sets | Total Points |
| Date     | Match                                             | Résultat | 1     | 2     | 3     | 4     | 5    | Total Points |
| -------- | ------------------------------------------------- | -------- | ----- | ----- | ----- | ----- | ---- | ------------ |
| 20.01.04 | Nova KBM Branik Maribor - Hotel Cantur Las Palmas | 0 - 3    | 17-25 | 15-25 | 18-25 | -     | -    | 50-75        |
| 21.01.04 | Nova Kbm Branik Maribor - Azerrail Bakou          | 0 - 3    | 21-25 | 18-25 | 17-25 | -     | -    | 56-75        |
| 27.01.04 | Hotel Cantur Las Palmas - Azerrail Bakou          | 0 - 3    | 29-31 | 15-25 | 20-25 | -     | -    | 64-81        |
| 28.01.04 | Hotel Cantur Las Palmas - Nova KBM Branik Maribor | 3 - 1    | 25-20 | 21-25 | 25-12 | 25-20 | -    | 96-77        |
| 03.02.04 | Azerrail Bakou - Nova KBM Branik Maribor          | 3 - 0    | 25-13 | 25-16 | 25-18 | -     | -    | 75-47        |
| 04.02.04 | Azerrail Bakou - Hotel Cantur Las Palmas          | 3 - 0    | 31-29 | 25-23 | 25-18 | -     | -    | 81-70        |

### Poule C
| # | Équipe                          | Pts | J | G | P | Sp | Sc | Ratio | Pp  | Pc  | Ratio |
| - | ------------------------------- | --- | - | - | - | -- | -- | ----- | --- | --- | ----- |
| 1 | Tenerife Marichal               | 7   | 4 | 3 | 1 | 11 | 3  | 3.667 | 318 | 248 | 1.282 |
| 2 | Ouralotchka NTMK Iekaterinbourg | 7   | 4 | 3 | 1 | 9  | 6  | 1.5   | 323 | 299 | 1.08  |
| 3 | Titasz-NRK-Nyiregyhaza          | 4   | 4 | 0 | 4 | 1  | 12 | 0.083 | 229 | 323 | 0.709 |

| Date     | Match                                                    | Résultat | Sets  | Sets  | Sets  | Sets  | Sets  | Total Points |
| Date     | Match                                                    | Résultat | 1     | 2     | 3     | 4     | 5     | Total Points |
| -------- | -------------------------------------------------------- | -------- | ----- | ----- | ----- | ----- | ----- | ------------ |
| 21.01.04 | Titasz-NRK-Nyiregyhaza - Ouralotchka NTMK Iekaterinbourg | 1 - 3    | 25-23 | 21-25 | 11-25 | 18-25 | -     | 75-98        |
| 22.01.04 | Titasz-NRK-Nyiregyhaza - Tenerife Marichal               | 0 - 3    | 18-25 | 23-25 | 15-25 | -     | -     | 56-75        |
| 27.01.04 | Ouralotchka NTMK Iekaterinbourg - Tenerife Marichal      | 3 - 2    | 20-25 | 25-17 | 23-25 | 25-16 | 15-10 | 108-93       |
| 28.01.04 | Ouralotchka NTMK Iekaterinbourg - Titasz-NRK-Nyiregyhaza | 3 - 0    | 25-19 | 25-23 | 25-14 | -     | -     | 75-56        |
| 03.02.04 | Tenerife Marichal - Titasz-NRK-Nyiregyhaza               | 3 - 0    | 25-13 | 25-12 | 25-17 | -     | -     | 75-42        |
| 04.02.04 | Tenerife Marichal - Ouralotchka NTMK Iekaterinbourg      | 3 - 0    | 25-14 | 25-12 | 25-16 | -     | -     | 75-42        |

### Poule D
| # | Équipe                  | Pts | J | G | P | Sp | Sc | Ratio | Pp  | Pc  | Ratio |
| - | ----------------------- | --- | - | - | - | -- | -- | ----- | --- | --- | ----- |
| 1 | Pallavolo Sirio Pérouse | 8   | 4 | 4 | 0 | 12 | 3  | 4     | 351 | 300 | 1.17  |
| 2 | Eczacıbaşı Istanbul     | 6   | 4 | 2 | 2 | 9  | 6  | 1.5   | 343 | 306 | 1.121 |
| 3 | Mladost Zagreb          | 4   | 4 | 0 | 4 | 0  | 12 | 0     | 212 | 300 | 0.707 |

| Date     | Match                                          | Résultat | Sets  | Sets  | Sets  | Sets  | Sets  | Total Points |
| Date     | Match                                          | Résultat | 1     | 2     | 3     | 4     | 5     | Total Points |
| -------- | ---------------------------------------------- | -------- | ----- | ----- | ----- | ----- | ----- | ------------ |
| 21.01.04 | Mladost Zagreb - Pallavolo Sirio Perousse      | 0 - 3    | 16-25 | 18-25 | 21-25 | -     | -     | 55-75        |
| 22.01.04 | Mladost Zagreb - Eczacibasi Istanbul           | 0 - 3    | 19-25 | 20-25 | 21-25 | -     | -     | 60-75        |
| 28.01.04 | Pallavolo Sirio Perousse - Eczacibasi Istanbul | 3 - 1    | 25-20 | 14-25 | 25-23 | 25-16 | -     | 89-84        |
| 29.01.04 | Pallavolo Sirio Perousse - Mladost Zagreb      | 3 - 0    | 25-20 | 25-14 | 25-18 | -     | -     | 75-52        |
| 03.02.04 | Eczacibasi Istanbul - Mladost Zagreb           | 3 - 0    | 25-13 | 25-19 | 25-13 | -     | -     | 75-45        |
| 04.02.04 | Eczacibasi Istanbul - Pallavolo Sirio Perousse | 2 - 3    | 25-22 | 25-22 | 25-27 | 20-25 | 14-16 | 109-112      |

### Poule E
| # | Équipe             | Pts | J | G | P | Sp | Sc | Ratio | Pp  | Pc  | Ratio |
| - | ------------------ | --- | - | - | - | -- | -- | ----- | --- | --- | ----- |
| 1 | RC Cannes          | 8   | 4 | 4 | 0 | 12 | 2  | 6     | 339 | 271 | 1.251 |
| 2 | Stal Bielsko-Biala | 6   | 4 | 2 | 2 | 8  | 7  | 1.143 | 334 | 316 | 1.057 |
| 3 | Jedinstvo Užice    | 4   | 4 | 0 | 4 | 1  | 12 | 0.083 | 229 | 315 | 0.727 |

| Date     | Match                                | Résultat | Sets  | Sets  | Sets  | Sets  | Sets | Total Points |
| Date     | Match                                | Résultat | 1     | 2     | 3     | 4     | 5    | Total Points |
| -------- | ------------------------------------ | -------- | ----- | ----- | ----- | ----- | ---- | ------------ |
| 21.01.04 | Jedinstvo Užice - Stal Bielsko-Biala | 1 - 3    | 17-25 | 25-15 | 19-25 | 17-25 | -    | 78-90        |
| 22.01.04 | Jedinstvo Užice - RC Cannes          | 0 - 3    | 19-25 | 17-25 | 15-25 | -     | -    | 51-75        |
| 28.01.04 | Stal Bielsko-Biala - RC Cannes       | 1 - 3    | 25-18 | 19-25 | 23-25 | 13-25 | -    | 80-93        |
| 29.01.04 | Stal Bielsko-Biala - Jedinstvo Užice | 3 - 0    | 25-17 | 25-17 | 25-15 | -     | -    | 75-49        |
| 03.02.04 | RC Cannes - Jedinstvo Užice          | 3 - 0    | 25-22 | 25-16 | 25-13 | -     | -    | 75-51        |
| 04.02.04 | RC Cannes - Stal Bielsko-Biala       | 3 - 1    | 25-20 | 25-22 | 21-25 | 25-22 | -    | 96-89        |

## Finale à quatre
|  | Demi-finales                         | Demi-finales                  |                        |   | Finale                                     | Finale                                     |
|  | Demi-finales                         | Demi-finales                  |                        |   | Finale                                     | Finale                                     |
|  |                                      |                               |                        |   |                                            |                                            |
|  | 20.03.04, 16-25, 24-26, 20-25        | 20.03.04, 16-25, 24-26, 20-25 |                        |   | 21.03.04, 20-25, 25-21, 25-19, 21-25, 15-7 | 21.03.04, 20-25, 25-21, 25-19, 21-25, 15-7 |
|  | 20.03.04, 16-25, 24-26, 20-25        | 20.03.04, 16-25, 24-26, 20-25 |                        |   | 21.03.04, 20-25, 25-21, 25-19, 21-25, 15-7 | 21.03.04, 20-25, 25-21, 25-19, 21-25, 15-7 |
|  | Azerrail Bakou                       | 1                             |                        |   | 21.03.04, 20-25, 25-21, 25-19, 21-25, 15-7 | 21.03.04, 20-25, 25-21, 25-19, 21-25, 15-7 |
|  | Azerrail Bakou                       | 1                             |                        |   | 21.03.04, 20-25, 25-21, 25-19, 21-25, 15-7 | 21.03.04, 20-25, 25-21, 25-19, 21-25, 15-7 |
|  | Tenerife Marichal                    | 3                             |                        |   | 21.03.04, 20-25, 25-21, 25-19, 21-25, 15-7 | 21.03.04, 20-25, 25-21, 25-19, 21-25, 15-7 |
|  | Tenerife Marichal                    | 3                             | Tenerife Marichal      | 3 |                                            |                                            |
|  | 20.03.04, 26-28, 17-25, 20-25        |                               | Tenerife Marichal      | 3 |                                            |                                            |
|  |                                      | Pallavolo Sirio Pérouse       | 2                      |   |                                            |                                            |
|  | RC Cannes                            | Pallavolo Sirio Pérouse       | 2                      | 0 |                                            |                                            |
|  | RC Cannes                            |                               |                        | 0 |                                            |                                            |
|  | Pallavolo Sirio Pérouse              | 3                             |                        |   |                                            |                                            |
|  | Pallavolo Sirio Pérouse              | 3                             | Match pour la 3e place |   |                                            |                                            |
|  |                                      |                               |                        |   |                                            |                                            |
|  | 21.03.04, 26-24, 23-25, 26-28, 18-25 |                               |                        |   |                                            |                                            |
|  |                                      |                               |                        |   |                                            |                                            |
|  | Azerrail Bakou                       | 1                             |                        |   |                                            |                                            |
|  | Azerrail Bakou                       | 1                             |                        |   |                                            |                                            |
|  | RC Cannes                            | 3                             |                        |   |                                            |                                            |
|  | RC Cannes                            | 3                             |                        |   |                                            |                                            |

## Récompenses individuelles
- MVP :  Ielena Godina (Tenerife Marichal)
- Meilleure attaquante :  Victoria Ravva (RC Cannes)
- Meilleure contreuse :  Ingrid Visser (Tenerife Marichal)
- Meilleure passeuse :  Irina Kirillova (Pallavolo Sirio Pérouse)
- Meilleure serveuse :  Taismary Agüero (Pallavolo Sirio Pérouse)
- Meilleure libero :  Esther López (Tenerife Marichal)